# Dorymyrmex richteri
Dorymyrmex richteri är en myrart som beskrevs av Auguste-Henri Forel 1911. Dorymyrmex richteri ingår i släktet Dorymyrmex och familjen myror. Inga underarter finns listade i Catalogue of Life.